# Água Porca
Água Porca ist ein Vorort der Hauptstadt São Tomé auf der Insel São Tomé im Inselstaat São Tomé und Príncipe. 2012 wurden 2048 Einwohner gezählt.

## Geographie
Der Ort liegt an der Estrada de Agua Porca, nordöstlich von Madre Deus.
Es gibt die Seventh Day Adventist Church Fundação Popular und die Água Porca School.